# Phelsuma robertmertensi
Phelsuma robertmertensi Meier, 1980 è un piccolo sauro della famiglia Gekkonidae, endemico delle isole Comore.
L'epiteto specifico è un omaggio all'erpetologo tedesco Robert Mertens (1894–1975).

## Descrizione
Questo geco raggiunge lunghezze di 11 cm.

## Biologia
È una specie ovipara.

## Distribuzione e habitat
È un endemismo dell'isola di Mayotte, Dipartimento d'oltremare della Repubblica francese, appartenente all'arcipelago delle isole Comore.

## Conservazione
La IUCN Red List classifica P. robertmertensi come specie in pericolo di estinzione (Endangered).
La specie è inserita nella Appendice II della Convention on International Trade of Endangered Species (CITES).